# 談太儁

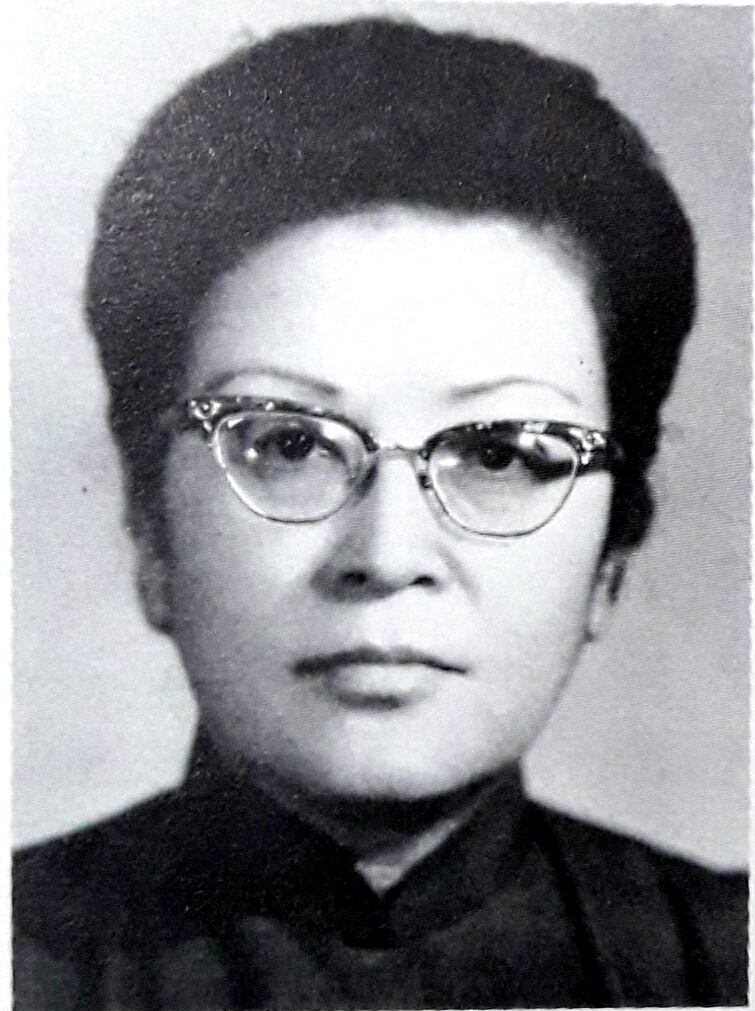
談太儁。

談太儁（1915年10月11日—），女，籍貫江蘇省無錫縣，生於上海市，中華民國教育工作者。曾加入三民主義青年團，參與第二次中日戰爭。歷任上海市立務本女子中學（今上海市第二中学）、上海市立第一女中（今上海市第一中学）、臺灣省立臺北第二女子中學（今臺北市立中山女子高級中學）、臺灣省立彰化女子中學教師及臺灣省立虎尾女子中學、臺灣省立嘉義女子中學、臺灣省立高雄女子中學三校校長。退休後，被延聘為私立華興育幼院院長、華興中學校長。

## 生平
談太儁原籍中國江蘇省無錫縣，1915年（民國4年）10月11日生於寄籍上海市，畢業於上海國立復旦大學教育系。畢業後從教，1938年進入三民主義青年團上海支團工作，組訓青年學生參加第二次中日戰爭。隨著戰局演進，中華民國逐漸敗退，談太儁隨之撤退至戰時陪都重慶市，任職中央總團部組員。戰後隨團部還都南京，旋請調上海支團主任組員。1947年動員戡亂後，三民主義青年團併入中國國民黨，談太儁於是回到教育界，先後擔任上海市立務本女中（今上海市第二中学）、上海市立第一女中（今上海市第一中学）教員、訓育主任。1949年隨中華民國中央政府遷臺。:159
赴臺後，初任臺灣省立臺北第二女子中學（今臺北市立中山女子高級中學）教師，後應聘為臺灣省立彰化女子中學教師、訓育組長、訓導主任，1953年8月積功調陞臺灣省立虎尾女子中學（虎尾女中）校長。:38-39因提攜舊識至虎尾女中就職，解聘原有11名教職員（其中包含一位省府曾表揚的模範教師），受到非議，嘉義縣議會還為此決議請教育廳檢討人事制度。
任內，函請臺灣省立虎尾中學協助向地政機關申請，使虎尾女中取回校地權狀，並注重虎尾女中學生生活教育的推行與實踐。到任四年後，1957年奉臺灣省政府教育廳（四六）四十六年七月二十五日教人字第零二六七四號令，接任臺灣省立嘉義女子中學校長余宗玲請辭（轉任教育部僑民教育委員會委員）後遺缺，虎尾女中校長則派何珍淑代理。於7月31日舉行交接典禮。:38-39
嘉義女中校長任內，談太儁重視五育均衡發展，主張正常化教學，對於當時學生補習狀況氾濫，認為「不要以為補習是解決成績不良的仙丹妙藥」。且學生面臨大學聯考時，一樣舉辦各項體能競賽，沒有因為升學壓力而停止活動。
談太儁後又調任臺灣省立高雄女子中學校長，1979年屆齡退休後，蔣宋美齡授命國民黨政府委託她接任私立華興育幼院院長兼華興中學校長。:1601990年夏請辭，移民美國:513。